# Intensionnalité
Pour l’article ayant un titre homophone, voir intentionnalité.
L'intensionnalité est un concept de logique et de linguistique. Elle s'oppose à l'extensionnalité. 
Une proposition intensionnelle est une proposition qui ne satisfait pas certaines règles de substituabilité extensionnelle et de généralisation existentielle. 
Ainsi, la proposition « Pierre croit que la Corse est au sud de la France » n'est pas équivalente à « Pierre croit que l'île de beauté est au sud de la France » si Pierre ignore que l'île de beauté est la Corse.
De même, la proposition « Je crois en Dieu » ne permet pas d'inférer que Dieu existe.
Ces propositions sont donc des propositions intensionnelles : leur vérité n'est pas seulement fonction de ce dont elles parlent, leur objet ou référent, mais aussi de la manière dont celle-ci est appréhendée ou visée, c'est-à-dire de leur sens (au sens frégéen, expliqué dans « Sens et dénotation », 1892).
Richard Zuber a mis en relation des phénomènes d’intensionnalité et de présupposition.
À noter qu'il ne faut pas confondre intensionnalité (avec un S) et intentionnalité (avec un T) qui est un concept de philosophie de l'esprit ou philosophie de l'action quand l'intensionnalité est un concept de la philosophie du langage !